# Антонелли, Андреа
Андреа Антонеллии (итал. Andrea Antonelli; 17 января 1988, Кастильоне-дель-Лаго, Перуджа, Италия — 21 июля 2013, трасса Moscow Raceway, Волоколамский район, Московская область, Россия) — итальянский мотогонщик, выступавший в сериях Суперсток и Суперспорт, серебряный призёр европейского чемпионата в классе Суперсток 600 (2007).

## Биография
Антонелли начал своё участие в гонках с итальянского чемпионата в классе 125 см³, где стал самым молодым победителем гонки после Марко Меландри. C 2005 года он участвовал в Европейском чемпионате Суперсток 600, заняв там в 2007 году второе место. В 2008—2011 годах в составе команды Lorini Honda принимал участие гонках серии Суперсток 1000. Его лучшим результатом стало 4-е место в 2010 году. Затем, в 2012 году он вместе с командой перешёл в серию Суперспорт, но ходе сезона стал выступать за Bike Service Yamaha. Закончил чемпионат Антонелли на 10-й позиции. В начале сезона 2013 года, выступая на этот раз за команду Team Go Eleven Kawasaki, он показал лучшие результаты, как для себя, так и для команды: в гонке на трассе «Моторленд Арагон» Антонелли стал четвёртым, а в квалификации на трассе Moscow Raceway он также показал четвёртый результат.

### Смерть
Антонелли погиб в результате аварии во время гонки, проходившей под сильным дождём, на трассе "Moscow Raceway". Он упал с мотоцикла после столкновения, и в него тут же врезался Лоренцо Дзанетти, не успевший из-за плохой видимости свернуть в сторону. Антонелли была немедленно оказана помощь, он был госпитализирован в медицинский центр, где через 40 минут была констатирована смерть. После этого все оставшиеся гонки были отменены. По официальной информации причиной смерти стала тупая травма грудной клетки с полным отрывом сердца. Организаторы подверглись критике за решение начать гонку при неблагоприятных погодных условиях, однако по словам гонщика Владимира Леонова, участвовавшего в заезде, состояние трассы и видимость позволяли провести гонку и в его карьере были заезды, проходившие в заметно более тяжёлых условиях. Это мнение разделял отец Антонелли, который также сказал, что его сыну нравилось выступать в дождевых гонках.

## Результаты выступлений

### Результаты по годам
| Сезон | Гоночная серия | Команда                                                 | Гонок | Побед | Поулов | Быстрых кругов | Подиумов | Результат |
| ----- | -------------- | ------------------------------------------------------- | ----- | ----- | ------ | -------------- | -------- | --------- |
| 2005  | Суперсток 600  |                                                         | 10    | —     | —      | —              | 2        | 6         |
| 2006  | Суперсток 600  |                                                         | 10    | —     | —      | —              | 3        | 5         |
| 2007  | Суперсток 600  |                                                         | 10    | 1     | —      | 1              | 5        | 2         |
| 2008  | Суперспорт     | Hannspree Honda Althea                                  | 2     | —     | —      | —              | —        | —         |
| 2008  | Суперсток 1000 | Lorini Honda                                            | 10    | —     | —      | —              | —        | 13        |
| 2009  | Суперсток 1000 | Lorini Honda                                            | 10    | —     | —      | —              | —        | 13        |
| 2010  | Суперсток 1000 | Lorini Honda                                            | 10    | —     | —      | —              | 3        | 4         |
| 2011  | Суперсток 1000 | Lorini Honda                                            | 10    | —     | —      | —              | —        | 6         |
| 2012  | Суперспорт     | Team Lorini Bike Service — WTR TEN 10 Bike Service R.T. | 13    | —     | —      | —              | —        | 10        |
| 2013  | Суперспорт     | Team Goeleven                                           | 7     | —     | —      | —              | —        | 11        |

### Результаты выступлений в серии Суперспорт
| Легенда к таблице |                                                 |
| --- | ----------------------------------------------- |
| В таблице перечислены результаты всех этапов чемпионата мира, в которых принимал участие гонщик. Строками таблицы являются сезоны, столбцами все гонки этапов чемпионата мира и производитель мотоциклов. В клетках указаны сокращённое название этапа и результат, клетка дополнительно обозначена цветом. Расшифровка обозначений и цветов представлена в нижеследующей таблице. |                                                 |
| \| Пример \| Описание \| \| ------------ \| ----------------------------------------------- \| \| 1 \| Победитель \| \| 2 \| Второе место \| \| 3 \| Третье место \| \| \| Финишировал в очковой зоне \| \| \| Финишировал вне очковой зоны \| \| НКЛ \| Не классифицирован \| \| Сход \| Не финишировал \| \| НКВ \| Не прошёл квалификацию \| \| НПКВ \| Не прошёл предварительную квалификацию \| \| ДСК \| Дисквалифицирован \| \| ИСК \| Исключён из протокола соревнований \| \| НС \| Не стартовал в гонке \| \| Т \| Травмирован или болен \| \| ОТК \| Отказ от участия \| \| НТР \| Прибыл на соревнования, но на трассу не выезжал \| \| НПР \| Не прибыл к началу соревнований \| \| НД \| Недопущен до старта \| \| О \| Гонка отменена \| \| \| Не участвовал \| \| Поул-позиция \| \| \| Быстрый круг \| \| |                                                 |
| Пример | Описание                                        |
| 1 | Победитель                                      |
| 2 | Второе место                                    |
| 3 | Третье место                                    |
| | Финишировал в очковой зоне                      |
| | Финишировал вне очковой зоны                    |
| НКЛ | Не классифицирован                              |
| Сход | Не финишировал                                  |
| НКВ | Не прошёл квалификацию                          |
| НПКВ | Не прошёл предварительную квалификацию          |
| ДСК | Дисквалифицирован                               |
| ИСК | Исключён из протокола соревнований              |
| НС | Не стартовал в гонке                            |
| Т | Травмирован или болен                           |
| ОТК | Отказ от участия                                |
| НТР | Прибыл на соревнования, но на трассу не выезжал |
| НПР | Не прибыл к началу соревнований                 |
| НД | Недопущен до старта                             |
| О | Гонка отменена                                  |
| | Не участвовал                                   |
| Поул-позиция |                                                 |
| Быстрый круг |                                                 |

| Год  | Команда                                     | Мотоцикл       | 1        | 2        | 3     | 4        | 5      | 6      | 7        | 8        | 9     | 10    | 11     | 12     | 13    | Очки | Место |
| ---- | ------------------------------------------- | -------------- | -------- | -------- | ----- | -------- | ------ | ------ | -------- | -------- | ----- | ----- | ------ | ------ | ----- | ---- | ----- |
| 2008 | Hannspree Honda Althea                      | Honda CBR600RR | КАТ Сход | АВС Сход | ИСП   | НИД      | ИТА    | ГЕР    | САН      | ЧЕХ      | ВЕЛ   | ЕВР   | ИТА    | ФРА    | ПОР   | 0    | —     |
| 2012 | Team Lorini                                 | Honda CBR600RR | АВС 16   | ИТА 8    | НИД 7 | ИТА 8    | ЕВР 22 |        |          |          |       |       |        |        |       | 60   | 10    |
| 2012 | Bike Service — WTR TEN 10 Bike Service R.T. | Yamaha YZF-R6  |          |          |       |          |        | САН 10 | ИСП Сход | ЧЕХ Сход | ВЕЛ 9 | РОС 7 | ГЕР 14 | ПОР 13 | ФРА 8 | 60   | 10    |
| 2013 | Team Goeleven                               | Kawasaki ZX-6R | АВС 7    | ИСП 4    | НИД 9 | ИТА Сход | ЕВР 8  | ПОР 7  | ИТА 7    | РОС О    | ВЕЛ — | ГЕР — | ТУР —  | ФРА —  | ИСП — | 55   | 11    |